# Simulium florae
Simulium florae är en tvåvingeart som först beskrevs av Dzhafarov 1954.  Simulium florae ingår i släktet Simulium och familjen knott. Inga underarter finns listade i Catalogue of Life.